# Eremophysa hedygramma
Eremophysa hedygramma là một loài bướm đêm trong họ Noctuidae.